# Babócsa
Babócsa (németül: Babotsch / Babotscha, horvátul: Bobovec) község Somogy vármegyében, a Barcsi járásban, mely gazdag történelmi múltra tekint vissza. Már a római korban is lakott terület volt, az Árpád-korban pedig fontos központként szerepelt. 
A település egyik legjelentősebb nevezetessége a babócsai földvár, amely a középkorban védelmi szerepet töltött be. A község híres továbbá a minden év tavaszán megrendezett nárciszünnepéről, amely a környező erdőkben nyíló vadnárciszok virágzását ünnepli. Babócsa kulturális és természeti értékei, valamint hagyományai révén fontos része a térség történelmi örökségének.

## Fekvése
Belső-Somogy déli részén, a horvát határtól 5 kilométerre fekszik. Központján a 6801-es út halad keresztül, amelybe a község keleti szélén torkollik bele a Csokonyavisonta felől odáig húzódó 6802-es út. Nagyatáddal a 6807-es út köti össze. A hazai vasútvonalak közül a Gyékényes–Pécs-vasútvonal érinti, melynek egy megállási pontja van itt, Babócsa vasútállomás, melynek elérését közúton a 6801-es és 6807-es utak kereszteződésében dél felé kiágazó 68 309-es út teszi lehetővé.
A Rinya-patak a településnél lép be a Dráva árterébe.

## Története
Területén, mely az őskor óta lakott, sok réz- és bronzkori leletet tártak fel. Előbb a honfoglaló Bogát vezér, később Koppány vezér birtokolta, majd Tibold ispán, a Tibold nemzetség őse kapta meg. Később a nemzetség itt Szent Miklós tiszteletére Szent Benedek-rendi monostort alapított, amely egyúttal temetkezőhelyéül is szolgált. 1231-ben a nemzetség tagjainak osztozkodásakor Babócsát a Tibold nemzetségbeli Bodor három idősebb fia, Jakab, Kozma és Petke kapta. Az 1332-1337. évi pápai tizedjegyzék Babócsa plébániáját is említeti, melyről egy 1478-ban kelt oklevél is megemlékezik. E plébániának hagyományozta Marczali János Kisbabócsát. A pápai tizedjegyzék szerint ekkor csak kápolna állt a településen. Egy 1348. évi oklevél említette először a Szent Miklós tiszteletére szentelt benedekrendi apátságot. Az apátság az 1536. évi adólajstrom szerint még megvolt. 1369-ben már a Babólcsai család birtoka volt. 1398-ban Babólcsai Miklós fiának, az örökös nélkül elhalt Lászlónak birtokát Marczali Dénes kapta adományul, és a Marczali család itt rendezte be birtokközpontját. Babócsa a 15. században már városi kiváltságokat élvezett. Egy 1434-ben kelt oklevél oppidumnak írta. 1475-től a Báthoriaknak is volt itt birtoka. 1490-ben pedig, mikor a Báthoriak a Meggyesaljai Mórocz családdal örökösödési szerződésre léptek, Babócsát is lekötötték. 1495-ben Babócsa vára is szerepelt az oklevelekben, melyet tartozékaival együtt a Báthoriak kaptak adományul.
1496-ban II. Ulászló már a Báthoriak vendégeként töltött néhány napot a várkastélyban. 1532-ben Szulejmán hadai vonultak át a helységen. 1555-ben a vár török kézre került. 1556-ban a törökök a várat felgyújtották, majd elhagyták. Ugyanez évben ütköztek meg Zrínyi Miklós és Nádasdy Tamás hadai Ali basa hadaival Babócsa mellett. 1562-ben a vár magyar kézben volt, és Perneszi Farkas volt a kapitánya. Szigetvár eleste után (1566) a vár ismét török kézre került. Az 1568-1569. évi török zsoldlajstrom adatai szerint a várőrség 558 emberből állt. 1595-ben a török őrség Herberstein Zsigmond, Zrinyi György és Hajmásy Kristóf hadainak közeledtére a várat elhagyta. Herberstein és Zrinyi birtokukba vették a várat, melyet kijavíttattak, de 1598-ban Muhammed Kiája ismét visszafoglalta. 1618-1619-es feljegyzések szerint a török várőrség 359 emberből állt. Az 1664. évi hadjárat alatt gróf Zrínyi Miklós, a költő foglalta vissza Babócsa várát a törököktől. Egy az 1701-1703. évekből való összeírás szerint Babócsa ekkor a Szalay családé volt, de 1713-ban már Rindsmaul grófné kapta meg adományként III. Károly királytól. A településre a törökök kiűzése után számos, nem magyar nemzetiségű betelepülő érkezett. Babócsa gyors fejlődésnek indult, 1715-től mezővárossá vált, később járási székhely lett. 1726-1733 között a gróf Rindsmaul család, 1776-ban Végh Péter, 1835-ben pedig Végh István örökösei birtokolták, akiktől 1842-ben idős gróf Somssich Adolf vásárolta meg. A Sommsich család építtette a községbeli kastélyokat is, melyek közül az egyik 1800 körül épült. A másikat gróf Somssich Viktor építtette 1880-ban. 1742. október 28-án Babócsa országos vásárok tartására is szabadalmat nyert. 1878-ban egy nagy tűzvészben a településen 50 ház leégett. 1891-ben 2443 horvát és magyar ajkú lakosa volt.
A Babócsa alatt folyó Rinya melegvízforrásairól már a 20. század elején is megemlékeztek. Borovszky Samu így írt róla: „...A Rinya - különösen itt - sok melegvízforrásban bővelkedik. Vize itt erősen vastartalmú és gyógyvíznek is rendkívül alkalmas”. 1953-ban nagyobb gázmezőket és ezzel párhuzamosan termálvizet is találtak a környékén, amelynek kiaknázására 1960-ban termálfürdő épült a községben.
Egykor Babócsa környékén feküdt Németsziget és Könyöked is.

### Németsziget
1297-ben a Hahót nemzetség birtoka volt.

### Könyöked
Az 1536. évi adólajstrom tanúsága szerint Babócsa szomszédságában feküdt Könyöked is, melynek neve már az 1332-1337. évi pápai tizedjegyzékben is szerepelt, tehát már akkor egyházas hely lehetett.

## Babócsa vára
A várért a török hódítások idején nagy harcok dúltak: Toigon Ozman török hadvezér foglalta el, és amikor Nádasdy Tamás nádor megkísérelte visszavenni, néhány akna felrobbant és nagy részét romba döntötte. Báthory András újból felépíttette, de Szigetvár bevétele után ismét a törökök kezébe került, és a harcok során ismét komoly károk érték. Végül 1664-ben Zrínyi Miklósnak sikerült visszafoglalnia. A község hajdani várából keltezte Zrínyi 1664. február 11-én azt a bécsi udvarnak szóló jelentést, amelyben a törökök elleni sikeres téli hadjáratról számolt be, s egyben az elfoglalt várak megtartására fegyvert és katonát kért a királytól. Az apátság épületét azonban abban az évben lerombolták a törökök.

## Közélete

### Polgármesterei
- 1990–1994: András Zoltán (független)[4]
- 1994–1998: András Zoltán (független)[5]
- 1998–2002: András Zoltán (független)[6]
- 2002–2006: Péter István (független)[7]
- 2006–2010: Péter István (független)[8]
- 2010–2014: Jungné Kovács Piroska (független)[9]
- 2014–2019: Péter István (független)[10]
- 2019–2024: Jáger Gábor (független)[11]
- 2024– : Jáger Gábor (független)[1]

A településen a 2002. október 20-án megtartott önkormányzati választás érdekessége volt, hogy az országos átlagot jóval meghaladó számú, összesen 7 polgármesterjelölt indult. Ilyen nagy számú jelöltre abban az évben az egész országban csak 24 település lakói szavazhattak, ennél több (8 vagy 10) aspiránsra pedig hét másik településen volt példa.

## Népesség
A település népességének változása:
| Lakosok száma | 1597 | 1557 | 1510 | 1445 | 1367 | 1353 | 1344 |
|               | 2013 | 2014 | 2015 | 2021 | 2022 | 2023 | 2024 |

A 2011-es népszámlálás során a lakosok 84%-a magyarnak, 13,2% cigánynak, 0,4% németnek, 0,2% horvátnak,  0,1% románnak mondta magát (15,7% nem nyilatkozott; a kettős identitások miatt a végösszeg nagyobb lehet 100%-nál). A vallási megoszlás a következő volt: római katolikus 60,6%, református 1,6%, evangélikus 0,1%, felekezet nélküli 14,7% (22,7% nem nyilatkozott).
2022-ben a lakosság 87,9%-a vallotta magát magyarnak, 9,4% cigánynak, 1,5% németnek, 0,7% horvátnak, 0,2% ukránnak, 0,1-0,1% szlovénnek, örménynek, bolgárnak és szlováknak, 1,2% egyéb, nem hazai nemzetiségűnek (10,5% nem nyilatkozott; a kettős identitások miatt a végösszeg nagyobb lehet 100%-nál). Vallásuk szerint 43,6% volt római katolikus, 1,4% református, 0,2% ortodox, 0,1% evangélikus, 0,4% egyéb keresztény, 0,2% egyéb katolikus, 21,8% felekezeten kívüli (32,2% nem válaszolt).

## Híres babócsaiak
- Itt született Farsang György szobrász.
- Itt született Kalló Viktor Munkácsy Mihály-díjas szobrászművész, érdemes művész.

## Nevezetességei
- Nagyboldogasszony-templom
- Babócsai Basa-kert Természetvédelmi Terület
- Törökvár
- Basakerti vár és templomromok az Árpád-korból
- Árpád-kori földvár romjai
- Somssich-kastély – klasszicista stílusú kastély 1820-ból
- Török türbét utánzó kútház a 18. századból
- Nárcisznap, Nárcisz-futás
- Babócsai Termálfürdő (2008 óta működése szünetel[14])

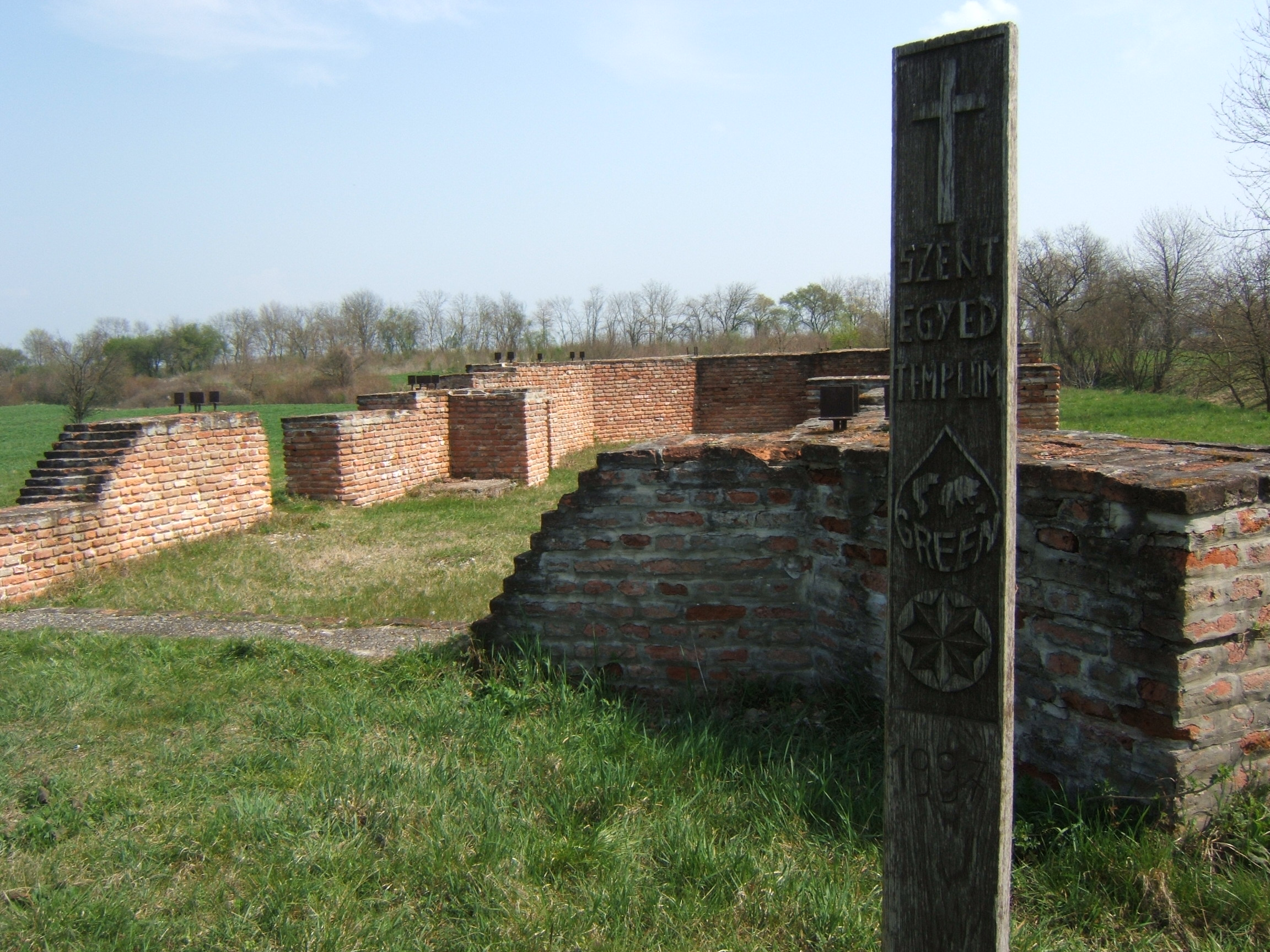
Az Árpád-kori templom romjai
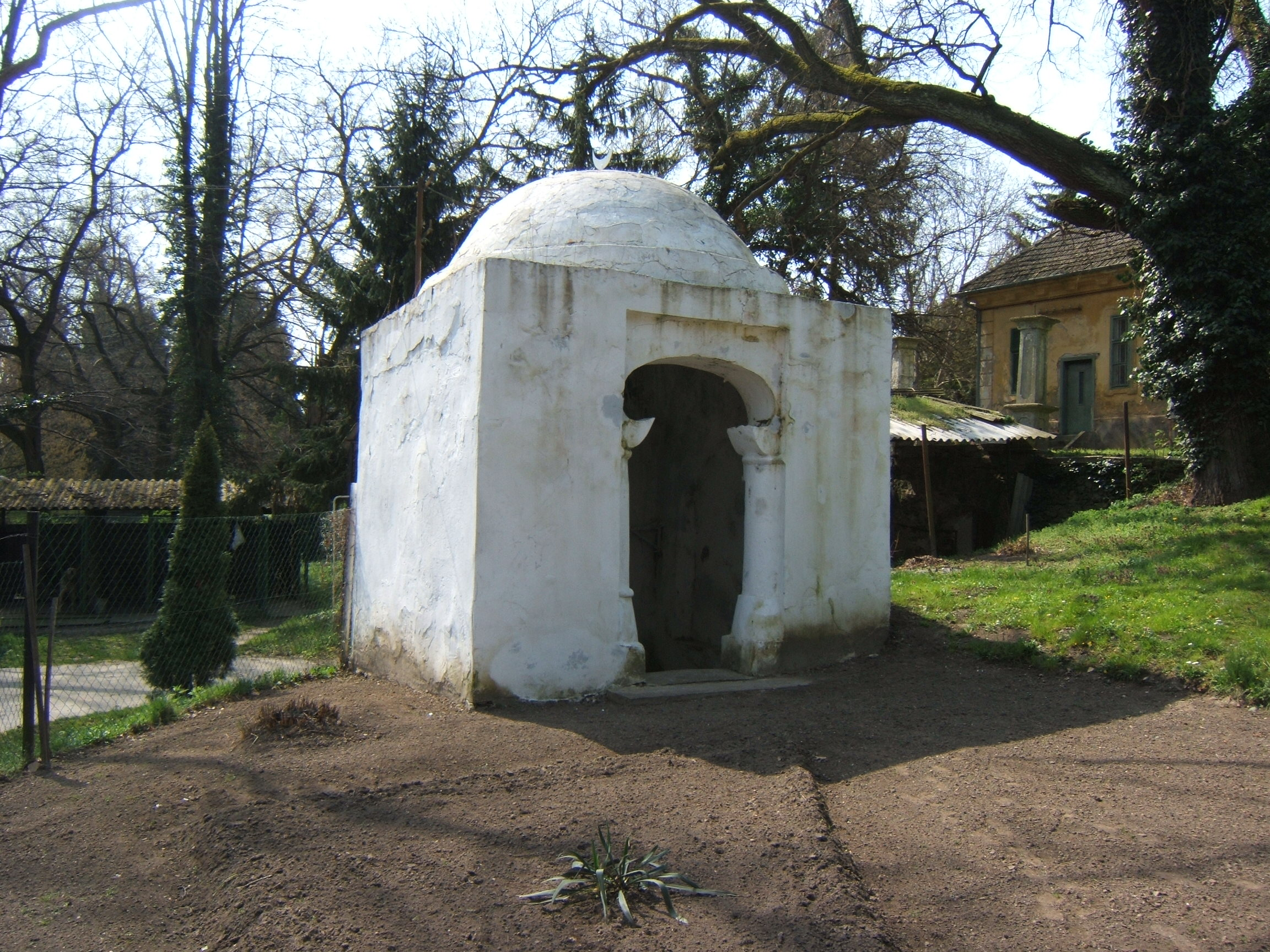
A Török-kút
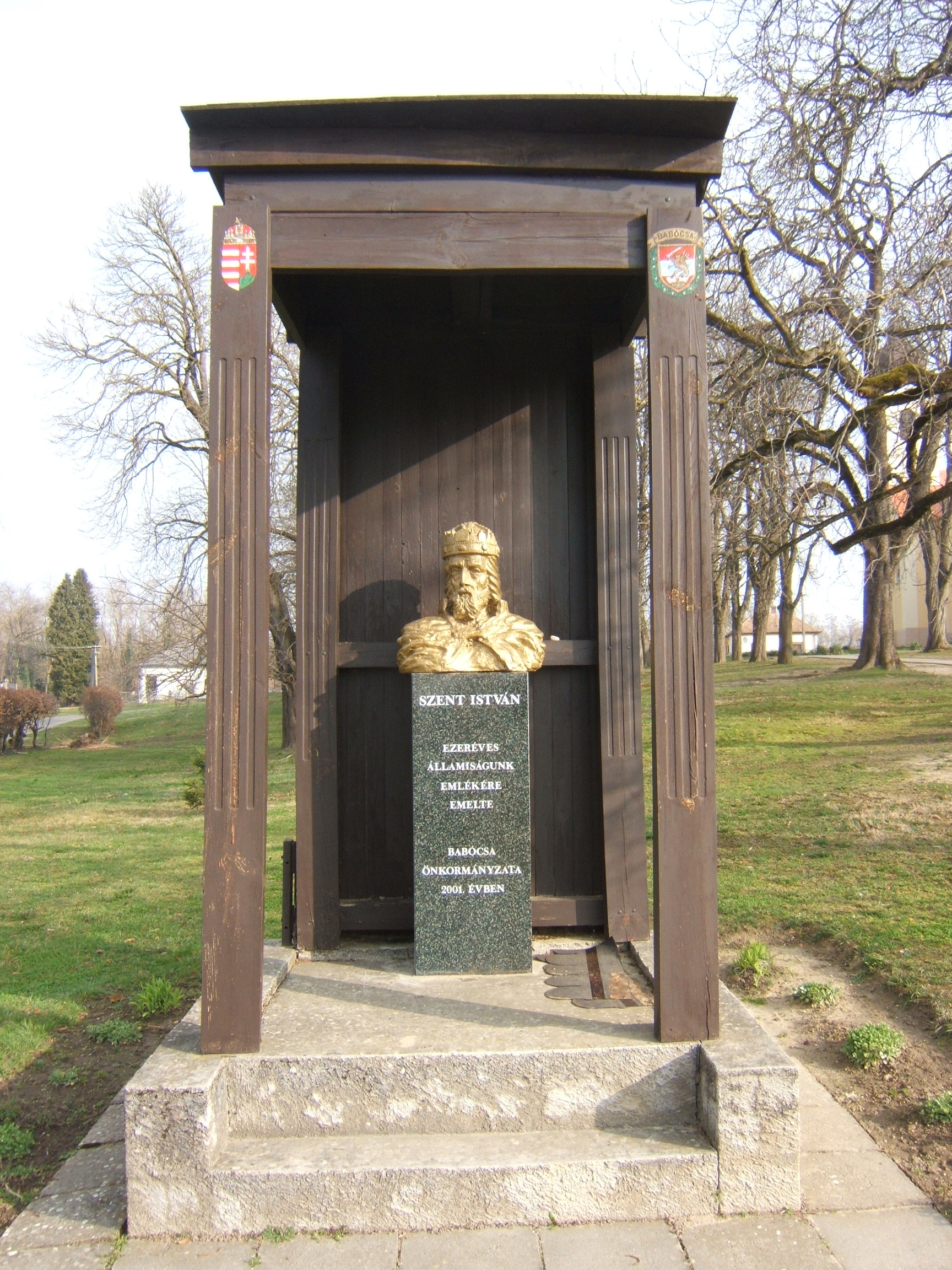
Szent István-szobor
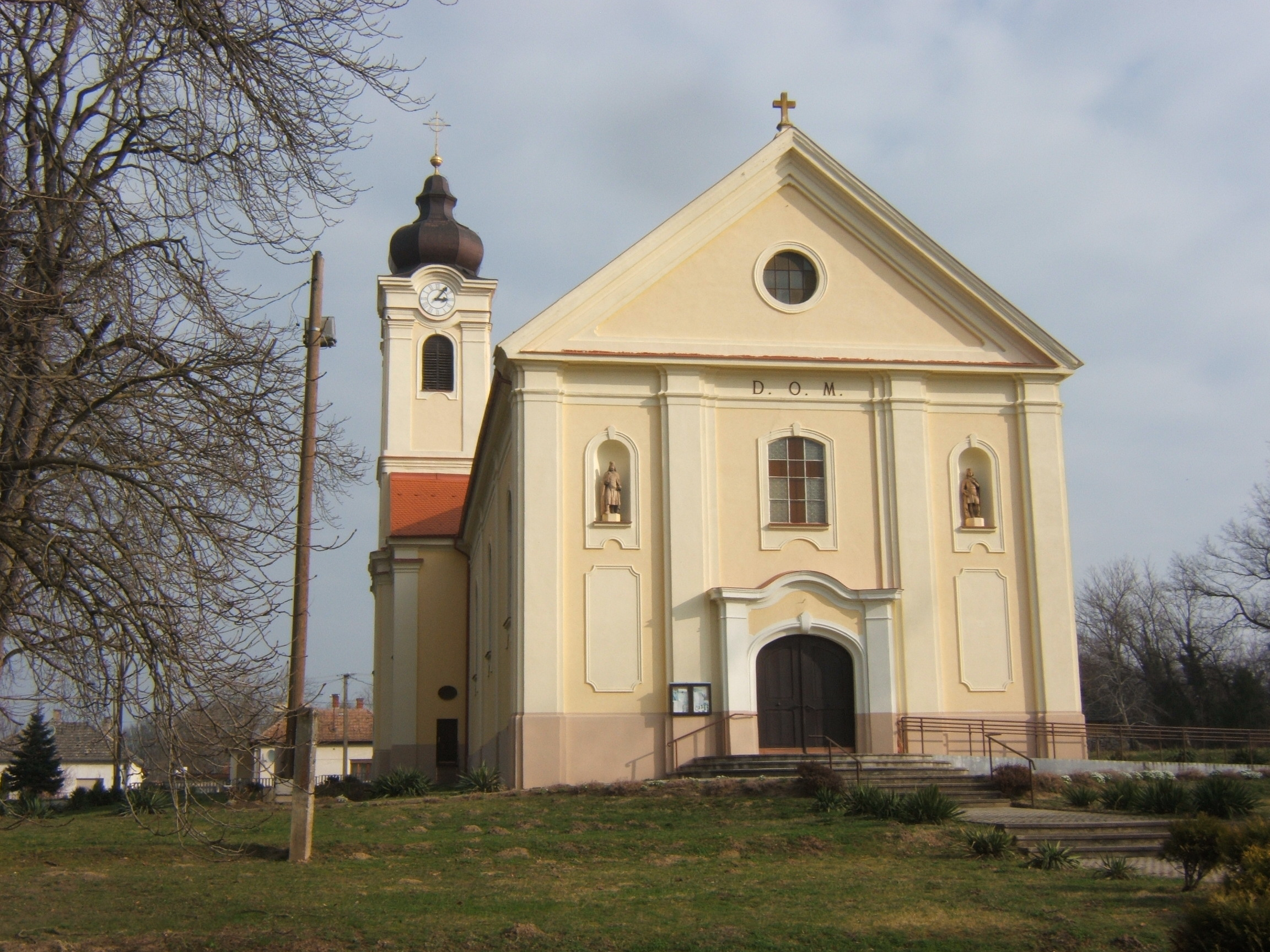
Római katolikus templom